# De absintdrinkster (Spilliaert)

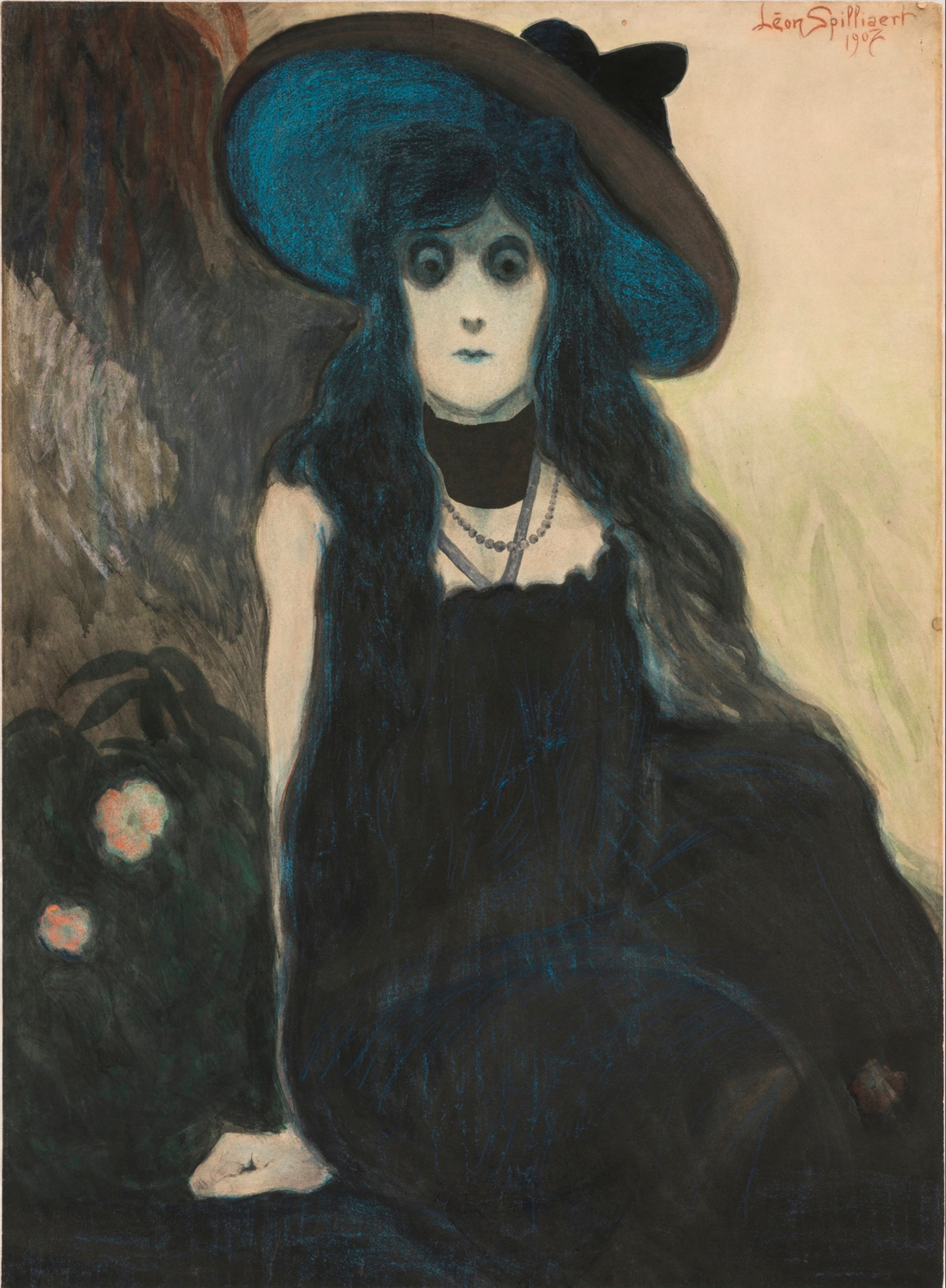
De absintdrinkster

De absintdrinkster (Frans: La buveuse d’absinthe) is een schilderij van de Oostendse kunstschilder Léon Spilliaert. Spilliaert had in de periode tussen 1899 en 1912 zijn meest creatieve periode waarin hij talrijke werken creëerde. In die periode schilderde hij ook dit werk, in de stijl van het symbolisme.

## Geschiedenis
In 1904 keerde Spilliaert terug in Oostende en creëerde er de bekende reeks van vijftien zelfportretten. In 1907 schiep hij De absintdrinkster, dat stilistisch aansluit bij een reeks zelfportretten. In 2015 werd het schilderij door het Erfgoedfonds van de Koning Boudewijnstichting voor 483.000 euro aangekocht bij Sotheby's in Parijs. Het werd vervolgens in langdurig bruikleen gegeven aan het Museum voor Schone Kunsten in Gent.

## Beschrijving
Het schilderij toont een vrouw uit het Oostendse nachtleven die frontaal in beeld wordt gebracht, waarbij de destructieve effecten van haar verslaving duidelijk te zien zijn. De fysionomie van het gezicht is sterk gesynthetiseerd, waardoor twee donkere ogen in diep verscholen oogkassen eruit springen. Doordat de vrouw bijna het gehele schilderij inneemt, is niet duidelijk waar ze zich bevindt. De absint zelf wordt niet in beeld gebracht.
In het werk zijn verschillende technieken gecombineerd, waaronder de aquareltechniek, Chinese inkt en kleurpotlood op papier.